# Horní Lhota (Moravia-Slesia)
Horní Lhota  è un comune della Repubblica Ceca, situato nel distretto di Ostrava-město nella Regione di Moravia-Slesia.